# Comisión Nacional de Investigación Científica y Tecnológica
La Comisión Nacional de Investigación Científica y Tecnológica (CONICYT) fue una corporación autónoma y funcionalmente descentralizada, con patrimonio propio y personalidad jurídica, destinada a asesorar al presidente de la República en el planeamiento del desarrollo científico y tecnológico, debiendo desarrollar, promover y fomentar la ciencia y la tecnología en Chile, orientándolas preferentemente al desarrollo económico y social del país. Se relacionaba con el gobierno a través del Ministerio de Educación.
La Comisión tenía a su cargo el Sistema Nacional de Información en Ciencia y Tecnología que recopilaba y difundía la información científica y tecnológica nacional.
Con la publicación de la Ley N.° 21.105, que crea el Ministerio de Ciencia, Tecnología, Conocimiento e Innovación, a partir del 1 de enero de 2020, la CONICYT fue reemplazada por la Agencia Nacional de Investigación y Desarrollo.

## Historia
La CONICYT fue creada mediante el Decreto supremo N.º 13.123 del Ministerio de Educación Pública, de 10 de diciembre de 1966, dictado por el presidente Eduardo Frei Montalva, y firmado por el ministro de Educación Juan Gómez Millas, el cual fue publicado en el Diario Oficial el 20 de mayo de 1967, como una comisión asesora del presidente de la República en la formulación y desarrollo de una política integral de fomento de las investigaciones en el campo de las ciencias puras y aplicadas, reemplazando en las funciones de fomento e implementación de infraestructura de investigación que hasta entonces poseía el Consejo de Rectores de las Universidades Chilenas.[cita requerida]
Posteriormente, mediante la ley N.° 16.746, promulgada el 24 de enero de 1968 y publicada en el Diario Oficial el 14 de febrero del mismo año, se convirtió en una corporación autónoma con personalidad jurídica, destinada a asesorar al presidente de la República en el planeamiento, fomento y desarrollo de las investigaciones en el campo de las ciencias puras y aplicadas, la cual se relacionaría con el gobierno a través del Ministro de Educación Pública.
Entre julio y agosto de 1972, la CONICYT organizó el Primer Congreso Nacional de Científicos, el que tuvo lugar en el Edificio Diego Portales (ex UNCTAD) en Santiago de Chile.
En 1981, la CONICYT inauguró la modalidad de fondos concursables como criterio de asignación de recursos. Así nacieron los siguientes fondos nacionales concursables de investigación:
- FONDECYT (Fondo Nacional de Desarrollo Científico y Tecnológico)
- FONDEF (Fondo de Fomento al Desarrollo Científico y Tecnológico)
- FONDAP (Fondo de Financiamiento de Centros de Investigación en Áreas Prioritarias)
- FONIS (Fondo Nacional de Investigación y Desarrollo en Salud)
- Fondo Regional de Desarrollo Científico y Tecnológico
- Programa Explora

Considerando el rango de tiempo comprendido entre 1996 y 2017, de acuerdo al indicador SJR, Chile se encuentra en el 4º lugar entre los países de América Latina con mayor número de publicaciones científicas. y en el 45.º lugar del mundo.

## Organización
La dirección superior de CONICYT correspondía a su Consejo, integrado en la siguiente forma:
- Un Presidente.
- Un Vicepresidente.
- Un Director o Secretario Ejecutivo.
- Cuatro representantes del presidente de la República.
- El ministro de Educación o la persona que este designe.
- El ministro de Desarrollo Social (antes el director de la Oficina de Planificación Nacional) o la persona que este designe.
- Cuatro Presidentes de Secciones.

El Decreto Ley N.º 116 de 1973 declaró en reorganización a la CONICYT, y en receso al Consejo colegiado, hasta que el decreto N.° 326 de 2014 le dio término a dicho receso.
El Consejo Directivo volvió a sesionar por primera vez el 7 de septiembre de 2015.

## Presidentes
- Galo Gómez Oyarzún, 1972[13] hasta 11 de septiembre de 1973.
- Manuel Pinochet Sepúlveda[14] hasta el 15 de junio de 1983.
- Juan Antonio Guzmán Molinari - 7 de julio de 1987[15]
- Jorge Urzúa Urzúa 7 de julio de 1987[15] -
- Cargo Vacante - 1 de junio de 2010[16]
- José Miguel Aguilera Radic 1 de junio de 2010[16] - 25 de septiembre de 2013[17]
- Cargo Vacante 25 de septiembre de 2013 - 1 de septiembre de 2014[18]
- Francisco Abel Brieva Rodríguez 1 de septiembre de 2014[18] - 31 de octubre de 2015[19][12]
- Cargo Vacante 31 de octubre de 2015 - 21 de marzo de 2016[12]
- Mario Hamuy Wackenhut 21 de marzo de 2016[12] - 31 de octubre de 2018.[20]